# John Barrows
John Barrows, né le 12 février 1913 à Glendale et mort le 11 janvier 1974 à Madison, est un corniste américain.

## Biographie
John Barrows apprend d'abord l'euphonium avant d'étudier le cor à l'École de musique Eastman de Rochester de 1930 à 1932. Il étudie aussi la théorie musicale et l'orchestration au Teachers College de San Diego de 1933 à 1934. Il étudie la composition avec Richard Franck Donovan et avec David Stanley Smith ainsi que le violoncelle à l'Université Yale de 1934 à 1938. Il devient ensuite corniste à l'Orchestre symphonique du Minnesota de 1938 à 1942, puis au New York City Opera de 1946 à 1949, au New York City Ballet de 1952 à 1955 et enfin à San Juan à l'Orchestre du Festival Casals de 1958 à 1961. Il est membre du New York Wind Quintet de 1952 à 1961. Avec le Marlboro Festival Orchestra, il fait une tournée en Europe. Il enseigne le cor à l'Université Yale, l'Université de New York et l'Université du Wisconsin. Il a aussi composé deux quatuor à cordes, un trio à cordes et un quintette à vent, ainsi que des arrangements pour ensemble à vent.